# Salgareda
Salgareda est une commune italienne de la province de Trévise dans la région Vénétie en Italie.

## Administration
| Période                                  | Période | Identité | Étiquette | Qualité |
| ---------------------------------------- | ------- | -------- | --------- | ------- |
|                                          |         |          |           |         |
| Les données manquantes sont à compléter. |         |          |           |         |

### Hameaux
Campodipietra, Campobernardo, Arzeri e Candolè (solo località riconosciute)

### Communes limitrophes
Cessalto, Chiarano, Noventa di Piave, San Biagio di Callalta, San Donà di Piave, Ponte di Piave, Zenson di Piave